# Гірськомарійська мова
Гірськомарійська мова — мова  гірських марійців, літературна мова на основі гірського діалекту  марійської мови. Число носіїв - 36 822 (Перепис 2002).
Поширена в Гірськомарійському, Юрінському і Кілемарському районах Марій Ел, а також в Воскресенському районі Нижньогородської області. Разом з північно-західною займає західні регіони поширення марійських мов. Гірськомарійською мовою виходять газети «Жерӓ» і «Йӓмдӹ чи!», літературний журнал «У сем».

## Діалекти
- Гірський діалект — мова гірських марі, поширений на правому березі Волги.
  - Еласовська говірка — основа літературної мови.
  - Кузнецовський говір
  - Емангашський говір
  - Віловатовський говір
- Лісовий діалект — мова лісових марі, поширений на лівому березі Волги.
  - Кузьмінський говір
  - Кілемарській говір
  - Ардинський говір
  - Юксарський говір

## Писемність
Гірськомарійський алфавіт
| А а | Ӓ ӓ | Б б | В в | Г г | Д д | Е е | Ё ё |
| Ж ж | З з | И и | Й й | К к | Л л | М м | Н н |
| О о | Ӧ ӧ | П п | Р р | С с | Т т | У у | Ӱ ӱ |
| Ф ф | Х х | Ц ц | Ч ч | Ш ш | Щ щ | Ъ ъ | Ы ы |
| Ӹ ӹ | Ь ь | Э э | Ю ю | Я я |     |     |     |